# Holger Ottesen Rosenkrantz
 Der er flere personer med dette navn, se Holger Rosenkrantz.
Holger Ottesen Rosenkrantz til Boller (1517-1575). Dansk rigsråd og senere rigsmarsk af adelsslægten Rosenkrantz.
Hans fader var Otte Holgersen Rosenkrantz.

## Historisk betydningsfulde hverv
I 1552 blev han udnævnt til rigsråd, hvilket hans to yngre brødre Jørgen Ottesen Rosenkrantz og Erik Ottesen Rosenkrantz i øvrigt også skulle blive. I 1559 ledede han sammen med Johan Rantzau felttoget mod Ditmarsken. Frederik 2. fik med felttoget hævnet Ditmarsker-bøndernes oprør mod kong Hans i 1500, og dermed kom Ditmarsken tilbage under kronen. Fra 1567 var han statholder over Nørrejylland, og i 1573 blev han udnævnt til rigsmarsk.

## Efterkommere
Holger Rosenkrantz var gift 2 gange, men levede sammen med mindst 3 kvinder. 
Holgers første kone var Mette Movridsdatter Krognos, de blev gift i 1548. Hun døde d. 26. september 1558 på Bygholm, og blev begravet 2. oktober i Uth Kirke.
Efter hans første kones død levede Holger sammen med Kirsten Nielsdatter. De havde tre børn sammen – Christopher Holgersen, Gabriel Holgersen og Diana Holgersdatter. Efter at have sørget for disse børn, giftede Holger sig i 1568 igen, med 24-årige Karen Gyldenstierne. Hun blev født 15. juli 1544 og døde 1613 i Horsens. Hun var altså 27 år yngre end ham, og hun skulle da også overleve ham med 38 år. Hun opførte hovedbygningerne ved Boller og Rosenvold.
I ægteskabet med Karen, fik Holger to sønner, Otte Christoffer (f. 1569) og Frederik (f. 1571). Otte blev naturligvis opkaldt efter Holgers fader, men mere interessant er det, at Frederik er opkaldt efter kong Frederik 2.. Da der blev holdt barnedåb på Skanderborg Slot d. 2. september 1571, stod kongen fadder til den nyfødte, og hele Rigsrådet samt en lang række adelige deltog. Denne søn, Frederik, skulle i øvrigt vise sig at bringe skam over Rosenkrantz-navnet ved at forføre én af dronningens kammerpiger, og måtte derfor flygte ud af landet.